# Basento
Basento (v lukánském dialektu Vasèndë) je řeka v jižní Itálii. Měří 149 km a je nejdelší řekou kraje Basilicata. Na řece leží krajské město Potenza.
Pramení na svahu hory Monte Arioso v nadmořské výšce 1722 m. Vlévá se do Tarentského zálivu nedaleko Metaponta. Hlavním přítokem je Torrente Camastra. Povodí má rozlohu 1537 km². Údolí řeky Val Basento je významnou průmyslovou oblastí. Řeka je napájena dešťovými srážkami a v létě téměř vysychá. 
V Potenze byl přes řeku postaven v letech 1971 až 1976 most podle projektu Sergia Musmeciho, který je ojedinělým příkladem strukturalistické architektury a byl vyhlášen kulturní památkou.
Ve starověku byla řeka známá pod názvem Casuentus.